# La Alhóndiga (Zamora)
La antigua Alhóndiga del Pan es un edificio renacentista de la ciudad de Zamora, España, construido para ser empleado como granero y que actualmente es utilizado como sala municipal de exposiciones.

## Historia
De origen árabe (al-fondaq, almacén), la palabra alhóndiga (alfóndiga en castellano antiguo), o su equivalente pósito, se usa para nombrar a los edificios en los que los concejos almacenaban cereales con el fin de garantizar el abastecimiento, prestándolos a bajo interés en épocas de escasez. Este almacenamiento se sistematiza durante la Edad Media, aunque este edificio es del siglo XVI, época en la que se multiplicaron las demandas para ampliar y modernizar estas vitales instalaciones. Las obras se iniciaron hacia 1504 y concluyeron en 1575, motivo por el cual lleva respectivamente en sus fachadas oeste y sur los escudos de los Reyes Católicos y de Felipe II. La fábrica es de mampostería, salvo en las partes nobles (cornisas y esquinas), que presentan sillería de arenisca y granito. Tras la Invasión Francesa, en la que resultó gravemente deteriorada, fue utilizada temporalmente como cárcel y posteriormente fue dedicada a usos industriales, a los que siguieron varias décadas de abandono. 

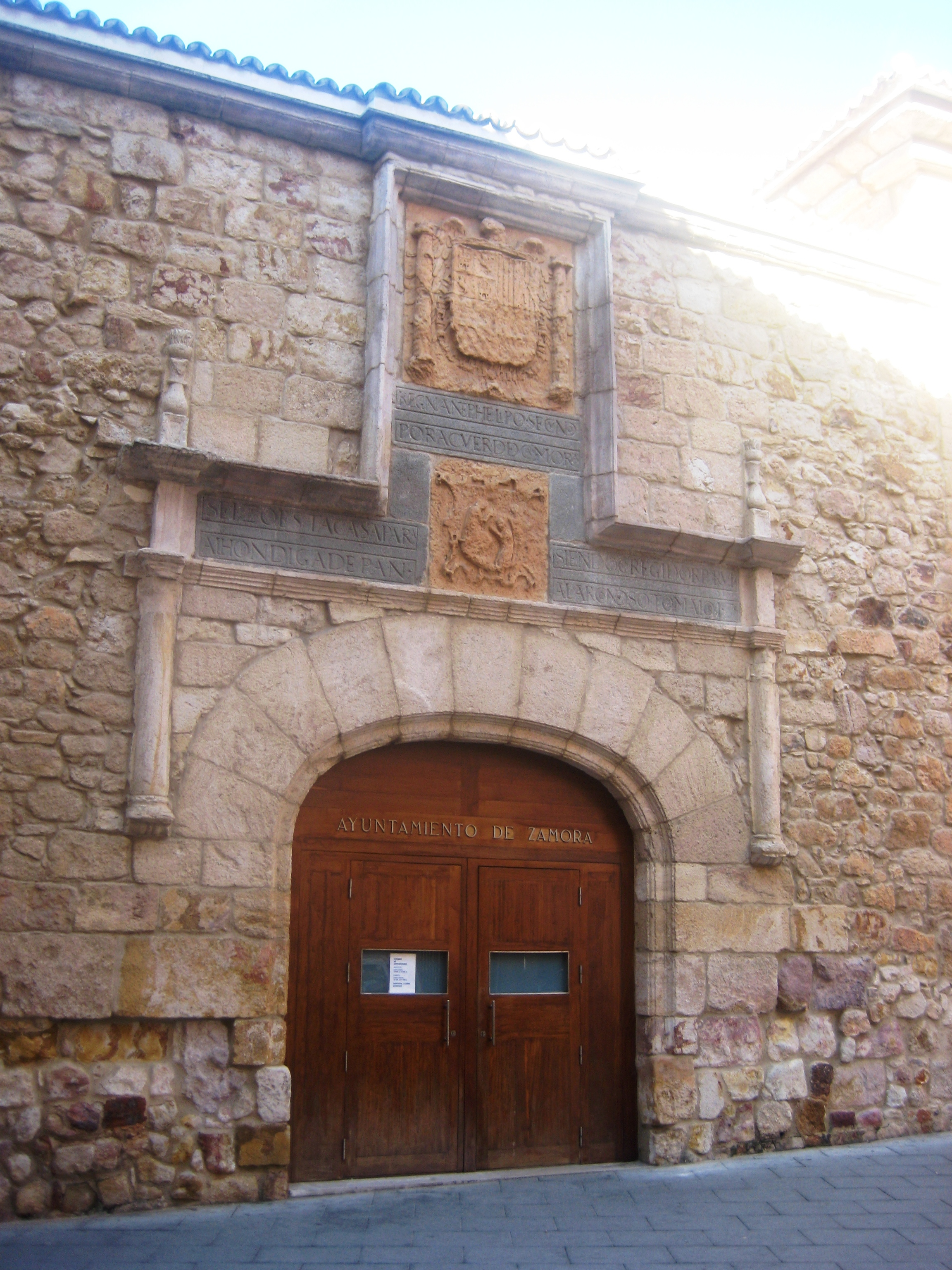
Fachada sur, con el escudo de Felipe II.

Finalmente fue recuperada para ser transformada en sala de exposiciones municipal, según proyecto del arquitecto Claudio Pedrero, concluyendo las obras en 2002. Para ello se han habilitado, aparte de la propia sala, un salón de actos, con capacidad para 140 personas, despachos y salas de prensa.